# Zásoby podzemních vod
Zásoby podzemních vod (angl. Groundwater reserves) jsou definovány jako celkový objem vody v nasycené zóně zvodněného systému. Rozeznávají se zásoby vázané a přírodní (geologické). Přírodní zásoby jsou tvořeny:
1. gravitačními (statickými) zásobami,
2. pružnými zásobami,
3. zbytkovými zásobami (voda vyplňující kapilární póry).

Platí, že celkové zásoby podzemní vody lze rozdělit podle odvodnitelnosti na:
- odvodnitelné
- neodvodnitelné

To je důležitým faktorem při využívání podzemních vod. Celkově jsou tedy přírodní zásoby souhrnem přírodních gravitačních (statických) zásob podzemní vody, pružných zásob podzemní vody a zbytkového objemu vody přítomného v pórech horniny s kapilárními rozměry.

## Gravitační přírodní zásoby
Gravitační přírodní zásoby představují objem gravitační vody ve zvodněném kolektoru v přírodních podmínkách.

## Pružné přírodní zásoby
Pružné přírodní zásoby představují objem vody, který se uvolní po snížení piezometrického napětí ze statické zásoby ve zvodněném kolektoru v důsledku zvětšení objemu akumulované vody v souvislosti s její objemovou stlačitelností a v důsledku zmenšení objemu pórů. Velikost pružných zásob je podmíněna hodnotou pružné storativity (zásobnosti).

## Zdroje podzemní vody
(Groundwater resources) Protože hladina podzemní vody v čase kolísá (důsledek např. různé intensity infiltrace srážek nebo odvodňování podzemní vody do vodotečí v závislosti na kolísání úrovně hladin v tocích), není objem podzemní vody přítomné v hornině v čase konstantní. Z celkových zásob podzemní vody tedy proto vydělujeme tuto dynamickou část, kterou nazýváme přírodními zdroji podzemních vod (natural resources of groundwater). Je to množství podzemní vody v přírodních podmínkách doplňované a odtékající z uvažovaného území. Jsou to dynamické zdroje podzemní vody v přírodních podmínkách.

### Rozdělení zdrojů podzemních vod
Zdroje podzemní vody se dělí na:
- přírodní (dynamické) – průtok podzemní vody daným zvodněným systémem. Kvantitativně se určuje jako dlouhodobý roční průměr.
- indukované – množství podzemní vody, které přitéká do zvodněného systému během jeho využívání v důsledku změn vyvolaných tímto využíváním na hranicích zvodněného systému. Indukované zdroje podzemní vody vznikají např. jako důsledek přemístění hydrogeologické rozvodnice, břehovou infiltrací, v důsledku přetékání z jiných zvodní, umělým obohacováním podzemních vod atd. Jejich velikost je časově proměnná v závislosti na intenzitě využívání.

## Využitelné množství podzemní vody
Využitelné množství podzemní vody (Exploitable amount of groundwater) je množství podzemní vody, které lze získávat jímacími zařízeními racionálními z technickoekonomického hlediska při daném režimu využití a při vyhovující kvalitě vody během uvažovaného období využití. Jedná se tedy o indukované zdroje podzemních vod. Pokud je intenzita využívání podzemních vod vyšší, nežli je jejich doplňování, dochází k poklesu přírodních zásob. Proto se provádí evidence odběrů podzemních vod, aby mohla být sledována bilance jejich zásob a nedocházelo tak k jejich snižování – úbytku vody se všemi doprovodnými negativními důsledky.